# Blavozy
Blavozy (Blavòsi en occitan) est une commune française située dans le département de la Haute-Loire, en région Auvergne-Rhône-Alpes.

## Géographie

### Localisation
La commune de Blavozy se trouve dans le département de la Haute-Loire, en région Auvergne-Rhône-Alpes.
Elle se situe à 10 km par la route du Puy-en-Velay, préfecture du département.
Les communes les plus proches sont : 
Saint-Germain-Laprade (2,2 km), Saint-Étienne-Lardeyrol (2,4 km), Chaspinhac (4,2 km), Brives-Charensac (4,2 km), Saint-Pierre-Eynac (4,5 km), Malrevers (4,7 km), Le Monteil (5,0 km), Chadrac (5,7 km).
| Chaspinhac            | Malrevers | Saint-Étienne-Lardeyrol |
|                       | Blavozy   |                         |
| Saint-Germain-Laprade |           | Saint-Pierre-Eynac      |

### Climat
Pour des articles plus généraux, voir Climat d'Auvergne-Rhône-Alpes et Climat de la Haute-Loire.
En 2010, le climat de la commune est de type climat des marges montargnardes, selon une étude du Centre national de la recherche scientifique s'appuyant sur une série de données couvrant la période 1971-2000. En 2020, Météo-France publie une typologie des climats de la France métropolitaine dans laquelle la commune est exposée à un climat de montagne ou de marges de montagne et est dans la région climatique Sud-est du Massif Central, caractérisée par une pluviométrie annuelle de 1 000 à 1 500 mm, minimale en été, maximale en automne.
Pour la période 1971-2000, la température annuelle moyenne est de 9,3 °C, avec une amplitude thermique annuelle de 16,3 °C. Le cumul annuel moyen de précipitations est de 739 mm, avec 8,3 jours de précipitations en janvier et 6,7 jours en juillet. Pour la période 1991-2020, la température moyenne annuelle observée sur la station météorologique de Météo-France la plus proche, « Le Puy-Chadrac », sur la commune de Chadrac à 6 km à vol d'oiseau, est de 10,4 °C et le cumul annuel moyen de précipitations est de 632,0 mm,. Pour l'avenir, les paramètres climatiques de la commune estimés pour 2050 selon différents scénarios d'émission de gaz à effet de serre sont consultables sur un site dédié publié par Météo-France en novembre 2022.

### Géologie et relief
Blavozy est une commune rurale de moyenne montagne située dans le Massif central, son altitude varie de 634 à 871 mètres, pour une moyenne de 753 mètres. Sa mairie se trouve à 695 mètres.
Le Suc de Garde, point de rencontre des communes de Blavozy, Saint-Étienne-Lardeyrol, Malrevers et Chaspinhac, culmine à 923 mètres d'altitude.

## Urbanisme

### Typologie
Au 1er janvier 2024, Blavozy est catégorisée bourg rural, selon la nouvelle grille communale de densité à sept niveaux définie par l'Insee en 2022.
Elle est située hors unité urbaine. Par ailleurs la commune fait partie de l'aire d'attraction du Puy-en-Velay, dont elle est une commune de la couronne,. Cette aire, qui regroupe 59 communes, est catégorisée dans les aires de 50 000 à moins de 200 000 habitants,.

### Occupation des sols
L'occupation des sols de la commune, telle qu'elle ressort de la base de données européenne d’occupation biophysique des sols Corine Land Cover (CLC), est marquée par l'importance des territoires agricoles (44,3 % en 2018), en diminution par rapport à 1990 (56,1 %). La répartition détaillée en 2018 est la suivante : 
prairies (36,4 %), forêts (34 %), zones urbanisées (19,2 %), zones agricoles hétérogènes (7,9 %), zones industrielles ou commerciales et réseaux de communication (2,5 %). L'évolution de l’occupation des sols de la commune et de ses infrastructures peut être observée sur les différentes représentations cartographiques du territoire : la carte de Cassini (XVIIIe siècle), la carte d'état-major (1820-1866) et les cartes ou photos aériennes de l'IGN pour la période actuelle (1950 à aujourd'hui).

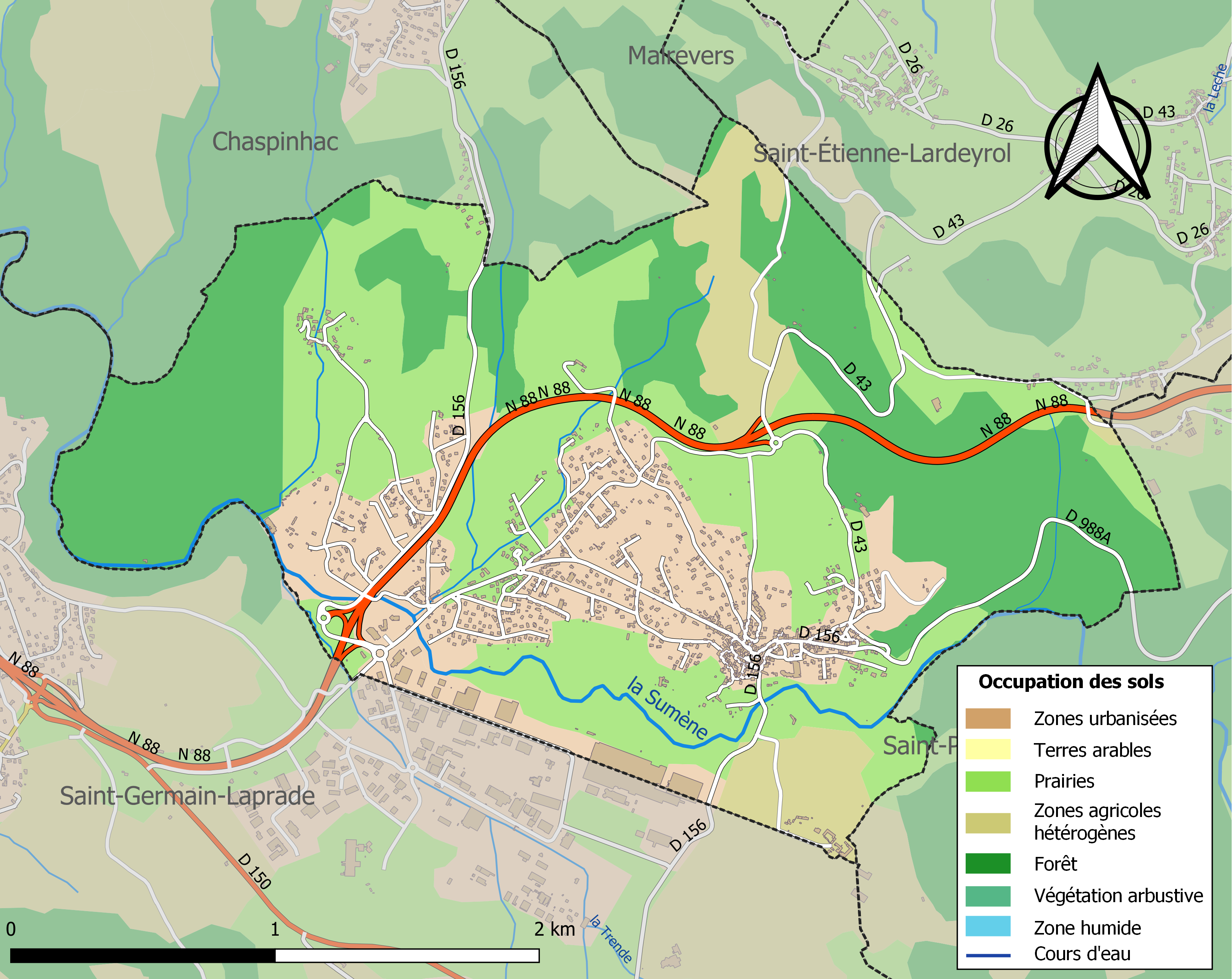
Carte des infrastructures et de l'occupation des sols de la commune en 2018 (CLC).
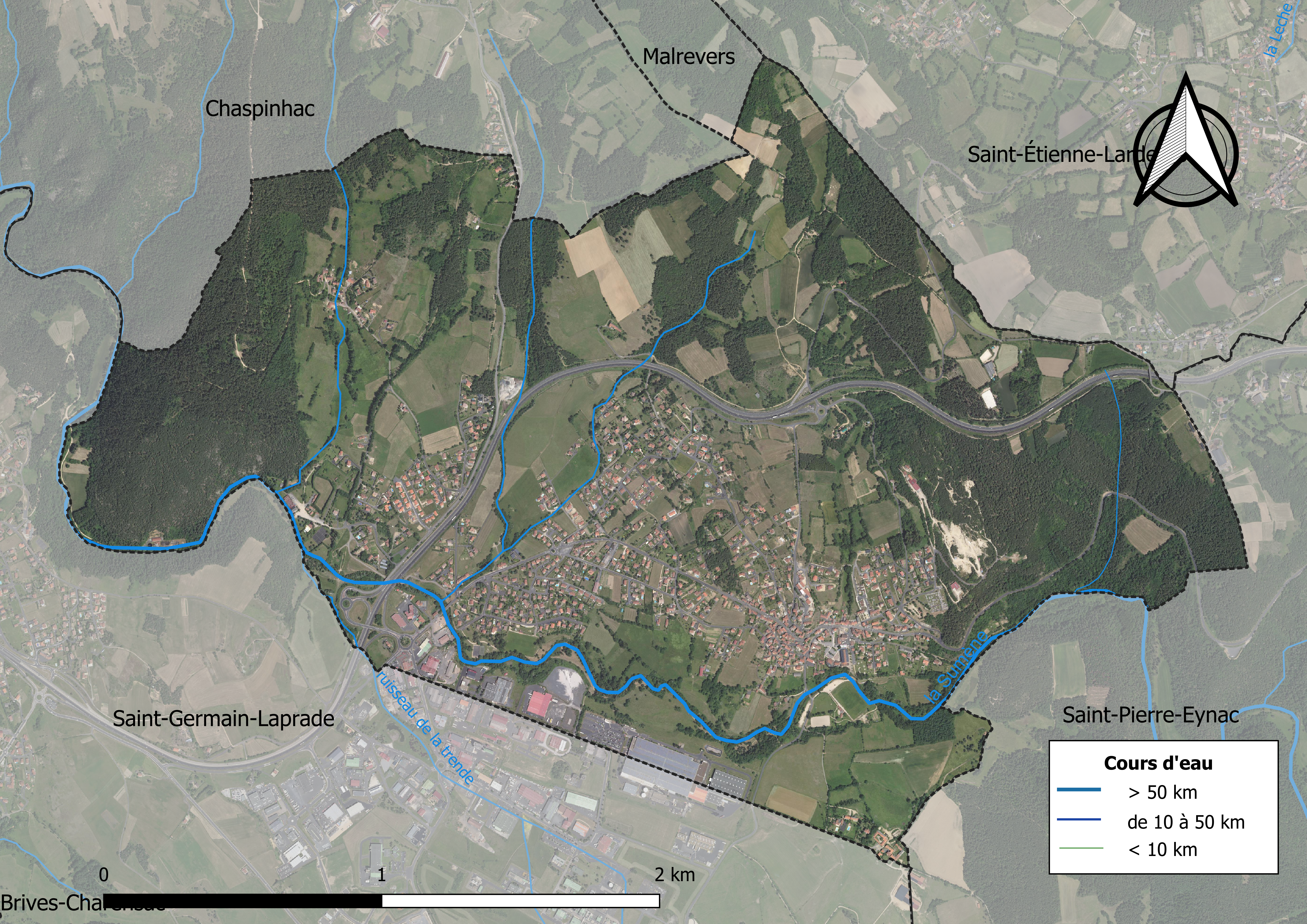
Carte orthophotographique de la commune.

### Habitat et logement
En 2018, le nombre total de logements dans la commune était de 787, alors qu'il était de 733 en 2013 et de 687 en 2008.
Parmi ces logements, 90,5 % étaient des résidences principales, 2,7 % des résidences secondaires et 6,9 % des logements vacants. Ces logements étaient pour 92,4 % d'entre eux des maisons individuelles et pour 7,2 % des appartements.
Le tableau ci-dessous présente la typologie des logements à Blavozy en 2018 en comparaison avec celle de la Haute-Loire et de la France entière. Une caractéristique marquante du parc de logements est ainsi une proportion de résidences secondaires et logements occasionnels (2,7 %) inférieure à celle du département (16,1 %) mais supérieure à celle de la France entière (9,7 %). Concernant le statut d'occupation de ces logements, 76,3 % des habitants de la commune sont propriétaires de leur logement (78,4 % en 2013), contre 70 % pour la Haute-Loire et 57,5 pour la France entière.
| Typologie                                               | Blavozy | Haute-Loire | France entière |
| ------------------------------------------------------- | ------- | ----------- | -------------- |
| Résidences principales (en %)                           | 90,5    | 71,5        | 82,1           |
| Résidences secondaires et logements occasionnels (en %) | 2,7     | 16,1        | 9,7            |
| Logements vacants (en %)                                | 6,9     | 12,4        | 8,2            |

## Toponymie
Les formes anciennes sont Blaoze en 1217, Blayozer ou Blaiose en 1283, Bleyoze en 1285, Molendina de Blaozer en 1359, Blozer en 1387, Blaoser en 1408, Blavosium en 1477, Blavoser en 1502, Blavoze en 1546, Blevozy en 1585.
Selon Albert Dauzat et Charles Rostaing, *Blauòser est un nom obscur, probablement prélatin.
Selon Jean Arsac, *Blauòser dériverait d'une racine *bl-, forme abrégée de *bal-/*bel-, avec un infixe -av et un suffixe incertain, probablement -odiu.

## Histoire
Le site est occupé depuis au moins l'époque gallo-romaine, autour de l'exploitation de l'arkose, utilisée dans la sculpture de statues et de meules, et pour la pierre de construction. De nombreux et probables habitats troglodytiques sont peut-être contemporains du début de l'exploitation des carrières. En 1853 on dénombrait près de soixante-quinze carriers, seulement trois en 1999.
Une voie romaine Brives - Icidmagus passait sur le territoire de l'actuelle municipalité.
Comme Saint-Germain-Laprade et les environs, le bourg de Blavozy a certainement vu les « routiers » de Seguin de Badefol, et les combats de la 8e guerre de Religion.
La maladrerie de Brives possédait un domaine, une ferme assez conséquente, au lieu dit Sinzelles, attesté par une acte de 1271. Bien groupé autour des bâtiments de ferme, le domaine de Sinzelles s'étendait sur les actuelles communes de Blavozy, Saint-Germain-Laprade et Saint-Pierre-Eynac. Les plans dressés au début du XIXe siècle indique la composition du domaine : au nord-est, sur les hauteurs, en direction de l'actuelle route nationale 88, les bois, puis à mi-côte l'exploitation agricole, enfin dans la plaine, le long de la Sumène, entre Blavozy et Saint-Germain, les terres cultivées et les prés. En 1353. Guillaume Saverii, maître de la maladrerie, attaque les habitants de Blavozy, dont noble Raymond Achard, Guiraud Guine, Pierre Charbonnel et Pierre Achard. Il affirme avoir droit de pacage sur une chaume appelée Las Rusches et sur le territoire de Blavozy situé outre la route du Puy à Marnhac (Saint-Germain-Laprade). Un nouveau procès intervient, en 1397, entre la maladrerie et les habitants de Blavozy au sujet d'un pré qui a appartenu à feu noble Raymond Achard. Si le maître de la maladrerie maintient ses droits, Jacques Valéry, Jean Achard le Vieux, Jacques Michel, Durand de Borne et d'autres habitants affirment que le pré litigieux fait partie du broliacgium bonum (bien commun en pâturage) de leur communauté. En 1492, Vital Savel, procureur de la cour de Mercœur, se plaint que Jean et Claude Galien, père et fils, grangers de Sinzelles, fassent pacager leurs animaux à laine dans l'étendue du mandement de Mercœur. Une enquête publique, a lieu à Blavozy, le 18 septembre 1492. Le premier témoin, Laurent Barrai, âgé de 80 ans, a jadis tenu la borie de Sinzelles : il y entretenait des brebis et des moutons qui lui appartenaient en propre et qu'il tenait en estive pour fumer les terres du domaine. Il les a amenés pacager avec les animaux de la borie à Blavozy, Montredon (Brives-Charensac) et la Mouleyre (Saint-Pierre-Eynac), comme les autres habitants de Blavozy sans jamais rencontrer aucune opposition. En 1627, Just de Serres, évêque du Puy-en-Velay, cède la maladrerie et ses biens aux religieux de la chartreuse de Notre-Dame du Puy.
La ferme Paradis la Montjoie de Montferrat date des XVIIe, XVIIIe et XIXe siècles, et fut bâtie à l'emplacement d'une auberge.
Lors de la période révolutionnaire, Blavozy est rattachée administrativement à la commune de Saint-Germain-Laprade. Une première pétition demandant la création d'une commune indépendante est signée par la population de Blavozy en 1851. La première pierre de l'église est posée en 1853, Blavozy devient paroisse en 1857, et indépendante en 1895. Henri Pastre en est le premier maire.
L'usine de pneumatiques Michelin est officiellement créée en 1977.
Trente enfants de la municipalité sont tombés au champ d'honneur lors de la Première Guerre mondiale.

## Politique et administration

### Découpage territorial
La commune de Blavozy est membre de la communauté d'agglomération du Puy-en-Velay, un établissement public de coopération intercommunale (EPCI) à fiscalité propre créé le 26 décembre 2016 dont le siège est à Le Puy-en-Velay. Ce dernier est par ailleurs membre d'autres groupements intercommunaux.
Sur le plan administratif, elle est rattachée à l'arrondissement du Puy-en-Velay, au département de la Haute-Loire, en tant que circonscription administrative de l'État, et à la région Auvergne-Rhône-Alpes.
Sur le plan électoral, elle dépend du canton du Puy-en-Velay-3 pour l'élection des conseillers départementaux, depuis le redécoupage cantonal de 2014 entré en vigueur en 2015, et de la première circonscription de la Haute-Loire  pour les élections législatives, depuis le redécoupage électoral de 1986.

### Élections municipales et communautaires

#### Élections de 2020
Le conseil municipal de Blavozy, commune de plus de 1 000 habitants, est élu au scrutin proportionnel de liste à deux tours (sans aucune modification possible de la liste), pour un mandat de six ans renouvelable. Compte tenu de la population communale, le nombre de sièges à pourvoir lors des élections municipales de 2020 est de 19. Les dix-neuf conseillers municipaux sont élus au premier tour avec un taux de participation de 35,12 %, issus de la seule liste candidate, conduite par Franck Paillon. Franck Paillon, maire sortant, est réélu pour un nouveau mandat le 25 mai 2020.
Le siège attribué à la commune au sein du conseil communautaire de la communauté d'agglomération du Puy-en-Velay est alloué également à la liste de Franck Paillon.

#### Liste des maires
| Période                                  | Période  | Identité        | Étiquette | Qualité |
| ---------------------------------------- | -------- | --------------- | --------- | ------- |
| Les données manquantes sont à compléter. |          |                 |           |         |
| juin 1995                                | 2007     | Jacques Chandès |           |         |
| 2007                                     | En cours | Franck Paillon  |           |         |

## Population et société

### Démographie

#### Évolution démographique
L'évolution du nombre d'habitants est connue à travers les recensements de la population effectués dans la commune depuis 1896. Pour les communes de moins de 10 000 habitants, une enquête de recensement portant sur toute la population est réalisée tous les cinq ans, les populations de référence des années intermédiaires étant quant à elles estimées par interpolation ou extrapolation. Pour la commune, le premier recensement exhaustif entrant dans le cadre du nouveau dispositif a été réalisé en 2005.

En 2022, la commune comptait 1 722 habitants, en évolution de +4,36 % par rapport à 2016 (Haute-Loire : +0,36 %, France hors Mayotte : +2,11 %).
| 1896 | 1901 | 1906 | 1911 | 1921 | 1926 | 1931 | 1936 | 1946 |
| ---- | ---- | ---- | ---- | ---- | ---- | ---- | ---- | ---- |
| 734  | 720  | 735  | 700  | 539  | 565  | 577  | 523  | 503  |

| 1954 | 1962 | 1968 | 1975 | 1982 | 1990  | 1999  | 2005  | 2006  |
| ---- | ---- | ---- | ---- | ---- | ----- | ----- | ----- | ----- |
| 460  | 496  | 518  | 684  | 996  | 1 163 | 1 324 | 1 524 | 1 547 |

| 2010  | 2015  | 2020  | 2022  | - | - | - | - | - |
| ----- | ----- | ----- | ----- | - | - | - | - | - |
| 1 592 | 1 654 | 1 703 | 1 722 | - | - | - | - | - |

#### Pyramide des âges
La population de la commune est relativement jeune.
En 2018, le taux de personnes d'un âge inférieur à 30 ans s'élève à 32,3 %, soit au-dessus de la moyenne départementale (31 %). À l'inverse, le taux de personnes d'âge supérieur à 60 ans est de 29,1 % la même année, alors qu'il est de 31,1 % au niveau départemental.
En 2018, la commune comptait 818 hommes pour 852 femmes, soit un taux de 51,02 % de femmes, légèrement supérieur au taux départemental (50,87 %).
Les pyramides des âges de la commune et du département s'établissent comme suit.
| Hommes | Classe d’âge | Femmes |
| ------ | ------------ | ------ |
| 1,2    | 90 ou +      | 1,4    |
| 7,1    | 75-89 ans    | 7,9    |
| 18,9   | 60-74 ans    | 21,6   |
| 21,6   | 45-59 ans    | 21,4   |
| 16,4   | 30-44 ans    | 17,7   |
| 15,6   | 15-29 ans    | 13,5   |
| 19,2   | 0-14 ans     | 16,5   |

| Hommes | Classe d’âge | Femmes |
| ------ | ------------ | ------ |
| 0,9    | 90 ou +      | 2,5    |
| 8,4    | 75-89 ans    | 11,7   |
| 20,4   | 60-74 ans    | 20,5   |
| 21,3   | 45-59 ans    | 20,3   |
| 16,8   | 30-44 ans    | 16,3   |
| 15,2   | 15-29 ans    | 13,2   |
| 17     | 0-14 ans     | 15,6   |

## Économie
La commune, qui connaît un fort développement grâce à l'implantation de la zone industrielle commune avec Saint-Germain-Laprade, prend tout son essor à partir des années 1980. Ce parc d'activités industrielles et commerciales, nommé ZI Laprade, compte actuellement une soixantaine d'entreprises. Vers 1995, le bourg retrouve une nouvelle dynamique avec l'implantation de divers services et commerces, notamment une boulangerie-pâtisserie, une pharmacie, un cabinet dentaire, un centre médical et plusieurs autres commerces. Le centre socio-culturel voit également son activité et son rayonnement dépasser les limites communales grâce à l'engagement de nombreux bénévoles. L'ouverture d'une crèche communale répond à la forte demande de la population durant cette même période.

### Revenus
En 2018, la commune compte 696 ménages fiscaux, regroupant 1 719 personnes. La médiane du revenu disponible par unité de consommation est de 22 930 € (20 800 € dans le département).

### Emploi
| Division       | 2008  | 2013  | 2018  |
| -------------- | ----- | ----- | ----- |
| Commune        | 3,4 % | 6,5 % | 5,7 % |
| Département    | 6,3 % | 7,7 % | 7,7 % |
| France entière | 8,3 % | 10 %  | 10 %  |

En 2018, la population âgée de 15 à 64 ans s'élève à 1 003 personnes, parmi lesquelles on compte 78,3 % d'actifs (72,6 % ayant un emploi et 5,7 % de chômeurs) et 21,7 % d'inactifs,. Depuis 2008, le taux de chômage communal (au sens du recensement) des 15-64 ans est inférieur à celui de la France et du département.
La commune fait partie de la couronne de l'aire d'attraction du Puy-en-Velay, du fait qu'au moins 15 % des actifs travaillent dans le pôle,. Elle compte 1 103 emplois en 2018, contre 1 207 en 2013 et 1 225 en 2008. Le nombre d'actifs ayant un emploi résidant dans la commune est de 732, soit un indicateur de concentration d'emploi de 150,7 % et un taux d'activité parmi les 15 ans ou plus de 57,4 %.
Sur ces 732 actifs de 15 ans ou plus ayant un emploi, 102 travaillent dans la commune, soit 14 % des habitants. Pour se rendre au travail, 94 % des habitants utilisent un véhicule personnel ou de fonction à quatre roues, 1,1 % les transports en commun, 2,6 % s'y rendent en deux-roues, à vélo ou à pied et 2,3 % n'ont pas besoin de transport (travail au domicile).

## Culture locale et patrimoine

### Lieux et monuments
- Ferme Paradis la Montjoie de Montferrat, ferme du XVIIe siècle bâtie à l'emplacement d'une auberge sur la route de Saint-Jacques de Compostelle, inscrit aux monuments historiques[35] ;
- Église de l'Immaculée-Conception.